# Боттезини, Джованни
Джова́нни Боттези́ни (итал. Giovanni Bottesini; 22 декабря 1821, Крема ― 7 июля 1889, Парма) ― итальянский контрабасист, дирижёр и композитор.

## Биография
Родился в семье кларнетиста Пьетро Боттезини, который и преподал ему первые уроки музыки. До одиннадцатилетнего возраста юный Боттезини пел в хоре и играл на литаврах в театрах Кремы и соседних городов, затем начал осваивать игру на скрипке под руководством Карло Кольяти. В 1835 году отец направляет его учиться в Миланскую консерваторию, однако там свободные места имелись только в классах фагота и контрабаса. Боттезини выбирает контрабас, и, пройдя собеседования, поступает в класс Луиджи Росси. В консерватории он также изучает гармонию, контрапункт и занимается композицией у Никола Ваккаи и Франческо Базили.
В 1839 Боттезини блестяще оканчивает консерваторию и начинает сольную карьеру. На полученные в качестве премии триста франков он приобретает инструмент работы Карло Антонио Тесторе, на котором он в дальнейшем будет играть до конца жизни. Уже в 1840 концерты Боттезини в его родном городе Креме пользуются огромным успехом, и молодому музыканту предлагают работу во многих городах Италии и в Вене. Боттезини становится концертмейстером группы контрабасов театра Сан-Бенедетто в Венеции, где он знакомится с Джузеппе Верди, чья опера «Двое Фоскари» ставилась в этом театре.
Помимо сольной карьеры, Боттезини также получает известность как композитор. В 1846 вместе со скрипачом Луиджи Ардити он отправляется в Гавану, где дирижирует своей первой оперой ― «Христофор Колумб». В последующие годы Боттезини выступает в Новом Орлеане, Нью-Йорке, и других городах. Настоящую сенсацию произвёл его концерт в Лондоне 26 июня 1849 года, после которого музыкальные критики назвали Боттезини «Паганини контрабаса».
В 1855―1857 Боттезини работал в качестве дирижёра Итальянской оперы в Париже (здесь была поставлена вторая его опера ― «Осада Флоренции»), в антрактах нередко исполняя на контрабасе собственные импровизации на оперные темы. Сезон 1861―1862 Боттезини провёл в Палермо, затем работал в Барселоне и Мадриде. С начала 1860-х дирижирование и композиция занимают уже бо́льшую часть его творчества, чем исполнение на контрабасе. Успехом пользуются его Струнный квартет D-dur, оперы «Винчигерра» и «Али Баба». 24 декабря 1871 года Боттезини дирижировал премьерой оперы Верди «Аида», состоявшейся в Каире. В этом городе Боттезини провёл ближайшие несколько лет.
В начале 1880-х Боттезини отправляется в Южную Америку, выступает в Буэнос-Айресе, Монтевидео, Рио-де-Жанейро, после чего возвращается на родину и работает в Королевском театре Турина. В 1887 Боттезини в последний раз в жизни посетил Англию, где была исполнена его оратория «Гефсиманский сад». По рекомендации Верди в начале 1889 Боттезини получает место директора Пармской консерватории, но всего через полгода он умирает. По завещанию музыканта, его похоронили рядом с могилой Паганини.

## Творчество
Несмотря на то, что при жизни Боттезини пользовался большой известностью как дирижёр и композитор, он прежде всего считается одним из наиболее выдающихся контрабасистов-виртуозов (наряду с Драгонетти и Шпергером). Боттезини играл на трёхструнном контрабасе, который настраивал на один тон выше обычного строя, и использовал «французскую» постановку смычка (держа смычок наподобие виолончельного), что по тем временам было достаточной редкостью. Многочисленные сочинения Боттезини, написанные для контрабаса, до сих пор входят в репертуар исполнителей на этом инструменте.

## Оперы
- Колумб на Кубе (Colón en Cuba), опера в одном акте (испанское либретто Рамона де Пальмы): премьера Théâtre Tacón de La Havane (31 января 1848). Партитура утеряна.
- Осада Флоренции (L’assedio di Florenze) (Париж, 1856)
- Ночной дьявол (Il Diavolo della Notte), опера-буффа (Милан, 1858)
- Марион Делорм (Marion Delorme) (Палермо, 1862)
- Любовь по-баварски (Un amour en Bavière)
- Винчигерра-бандит (Vinciguerra il bandito) оперетта (Париж, 1870)
- Али-Баба (Alì Babà) (Лондон, 1871)
- Геро и Леандр (Ero e Leandro) (Либретто Арриго Бойто — постановка : Турин, 1879)
- Кедр (Cedar) (1880)
- Королева Непала (La regina del Nepal) (Турин, 1880)
- Нерина (Nerina)
- Дочь ангела или Азаель (La figlia dell’angelo o Azäele)
- Бабель (Babele)
- Асир (Le Asher del greato)